# Route magistrale 11 (Lituanie)
Pour les articles homonymes, voir A11 et Route 11.
La route A11 (Magistralinis kelias A11) est une route lituanienne reliant Šiauliai à Palanga. Elle mesure 146,85 km.

## Tracé
- Šiauliai
- Kuršėnai
- Telšiai
- Plungė
- Kartena (lt)
- Vydmantai (lt)
- Palanga